# Альфред Віллоубі Сміт
Альфред Віллоубі Сміт (англ. Alfred Willoughby Smith) (1870—1947) — американський дипломат. Консул США в Одесі у 1906—1911 роках. Адвокат. Викладач Київського університету св. Володимира.

## Життєпис
Народився 22 вересня 1870 році в Одесі в сім'ї американського консула Тімоті Кларк Сміта. Провів дитинство та отримав середню освіту в Одесі. Закінчив юридичний факультет Єльського університету США. Вільно володів англійською, французькою та російською мовами.
Займався адвокатською діяльністю. Згодом переїхав до Києва. Викладав в Київському університеті св. Володимира, практичну граматику англійської мови. Згодом пройшов конкурс та отримав посаду лектора англійської мови Київського університету. Він був добре обізнаний з новітньою російською і зарубіжною літературою. На посаді викладача Київського університету св. Володимира залишався до 1906 р. Після затвердження його на посаді лектора англійської мови А. В. Сміт продовжував викладати за «Практичною граматикою англійської мови» Нурока, а як матеріал для читання обрав «Cristopher Columbus» by Washington Irving, «Treasure island» by Stefenson, «Ranke's History of Popes», «The History of the Conquest of Mexico», «Sketches by Boz» by Charles Dickens.
У 1906—1911 рр. — Віце-консул США в Одесі;
У 1914 — заступник Генерального консула США в Москві;
14 березня 1947 року — помер від туберкульозу легень, у санаторії Вермонт, Піттсфорд, округ Ратленд, Вермонт.